# Sieneke Goorhuis-Brouwer
Siena Marjan (Sieneke) Goorhuis-Brouwer (1946) is een Nederlands taalwetenschapper, orthopedagoog en auteur.

## Biografie
Goorhuis-Brouwer studeerde orthopedagogiek aan de Rijksuniversiteit in Groningen en volgde tegelijkertijd de opleiding logopedie-akoepedie. In 1977 werd zij staflid bij de disciplinegroep-KNO (Otorinolaryngologie), voor de "Communicatieve Stoornissen". In 1988 promoveerde zij op diagnostische dilemma's bij kinderen met taalontwikkelingsstoornissen en onderzocht de pedagogische implicaties van dit probleem. Drie jaar later werd ze universitair hoofddocent bij de Faculteit der Medische Wetenschappen en in 1999 werd zij benoemd tot bijzonder hoogleraar Spraak- en Taalstoornissen bij kinderen aan de Rijksuniversiteit Groningen, waar zij tot 2011 werkzaam zou blijven. In 2012 is Goorhuis-Brouwer benoemd als lector Early Childhood aan de Stenden Hogeschool.
Vanuit haar opleiding had vooral de taalverwerving (en taalontwikkelingsstoornissen) en opvoeding van jonge kinderen haar belangstelling. Maar ook tweetalige opvoeding droeg haar belangstelling weg, in literatuurstudie en onderzoek. Door haar Friese achtergrond was haar de tweetaligheid (Fries/Nederlands) met de paplepel ingegeven. Door samenwerking met haar Leuvense collega kwam ze in contact met de problematiek van tweetaligheid in taalgrensgebieden.
Ruim twee jaar lang schreef ze in het Friesch Dagblad columns over de opvoeding van peuters en kleuters. Toen de reeks ten einde was, zijn de artikelen gebundeld in een boek: Kleine pedagogiek voor grote mensen De eerste zeven kinderjaren. In 2003 kreeg Goorhuis-Brouwer een koninklijke onderscheiding: ze werd benoemd tot Ridder in de Orde van de Nederlandse Leeuw voor haar meer dan gewone inzet voor de belangen van kinderen met spraak- en taalstoornissen.